# باشگاه فوتبال سالرنیتانا
یونیون اسپورتیوا سالرنیتانا ۱۹۱۹ (به ایتالیایی: U.S. Salernitana 1919) که بیشتر با نام سالرنیتانا شناخته می‌شود یک باشگاه فوتبال ایتالیایی در شهر سالرنو (منطقه کامپانیا) است که در سری آ رقابت می‌کند. باشگاه اصلی در سال ۱۹۱۹ تأسیس شده و در طول تاریخ خود سه بار بازسازی شده است که آخرین بار آن در سال ۲۰۱۱ بود. بازی‌های خانگی این تیم در ورزشگاه آرکی شهر سالرنو برگزار می‌شود.
این باشگاه تا سال ۲۰۲۰ در سری بی قرار داشت و با قرار گرفتن در رتبه دوم سری بی در سال ۲۰۲۱ موفق شد پس از ۲۳ سال مجدداً به سری آ برگردد.

## افتخارات
سری بی :قهرمان
۱۹۹۷–۱۹۹۸
نایب قهرمان
۲۰۲۰–۲۰۲۱
کوپاایتالیا سری سی :قهرمان
۲۰۱۳–۲۰۱۴